# Collin Schiffli
Collin Schiffli (* 20. Jahrhundert in Fort Wayne, Indiana) ist ein preisgekrönter US-amerikanischer Filmemacher, der durch Kinofilme wie Animals oder All Creatures Here Below international bekannt wurde.

## Leben und Karriere
Der in Fort Wayne, im Bundesstaat Indiana geborene Collin Schiffli ist seit Ende der 2000er Jahre im Filmgeschäft in verschiedenen Funktionen tätig. Unter seiner Regie entstanden zwischen 2008 und 2013 mehrere Kurzfilme. Sein erster Spielfilm war das preisgekrönte Filmdrama Animals mit dem befreundeten Schauspieler David Dastmalchian, der auch das Drehbuch verfasst hatte, ferner mit Kim Shaw und John Heard in weiteren Hauptrollen. Schiffli fungierte bei diesem Film auch als Produzent. Der Film gewann verschiedene Festival-Preise. 2018 drehte er das Kriminaldrama All Creatures Here Below erneut mit David Dastmalchian als Hauptdarsteller und Drehbuchautor. In weiteren Rollen sah man Karen Gillan und David Koechner.
Für das Jahr 2020 ist die Kinofilmproduktion Die in a Gunfight, der zwischenzeitlich umbesetzt wurde, mit Diego Boneta, Alexandra Daddario und Travis Fimmel bereits in Arbeit.

## Filmografie (Auswahl)

### Als Regisseur
- 2008: Johnny Appleseed, Johnny Appleseed (Kurzfilm)
- 2009: Head Case (Kurzfilm)
- 2010: Band (Kurzfilm)
- 2012: Shortcake (Kurzfilm)
- 2013: Elias the Ant (Kurzfilm)
- 2014: Animals
- 2018: All Creatures Here Below

### Als Produzent
- 2012: Oscar's Escape (Kurzfilm)
- 2013: This Thing with Sarah
- 2013: To Hell with a Bullet
- 2014: Animals
- 2014: Following the Golden Arrow (Dokumentarfilm)
- 2015: Play Faire

### Als Filmeditor
- 2010: Band (Kurzfilm)
- 2011: Alice Wants Dessert (Kurzfilm)
- 2012: Shortcake (Kurzfilm)
- 2013: Premature the Show (Video)
- 2013: Elias the Ant (Kurzfilm)
- 2014: Following the Golden Arrow (Dokumentarfilm)

### Als Drehbuchautor
- 2008: Johnny Appleseed, Johnny Appleseed (Kurzfilm)
- 2009: Head Case (Kurzfilm)

## Auszeichnungen (Auswahl)
Virginia Film Festival
- 2014: Ehrung mit dem Programmer's Choice Award in der Kategorie Narrative Feature für den Spielfilm Animals zusammen mit Drehbuchautor David Dastmalchian

Midwest Independent Film Festival
- 2014: Ehrung mit dem Best of the Midwest Award in der Kategorie Best Director für den Spielfilm Animals

Flagler Film Festival
- 2016: Ehrung mit dem Best of the Midwest Award in der Kategorie Best Director, Drama für den Spielfilm Animals